# 青鞜

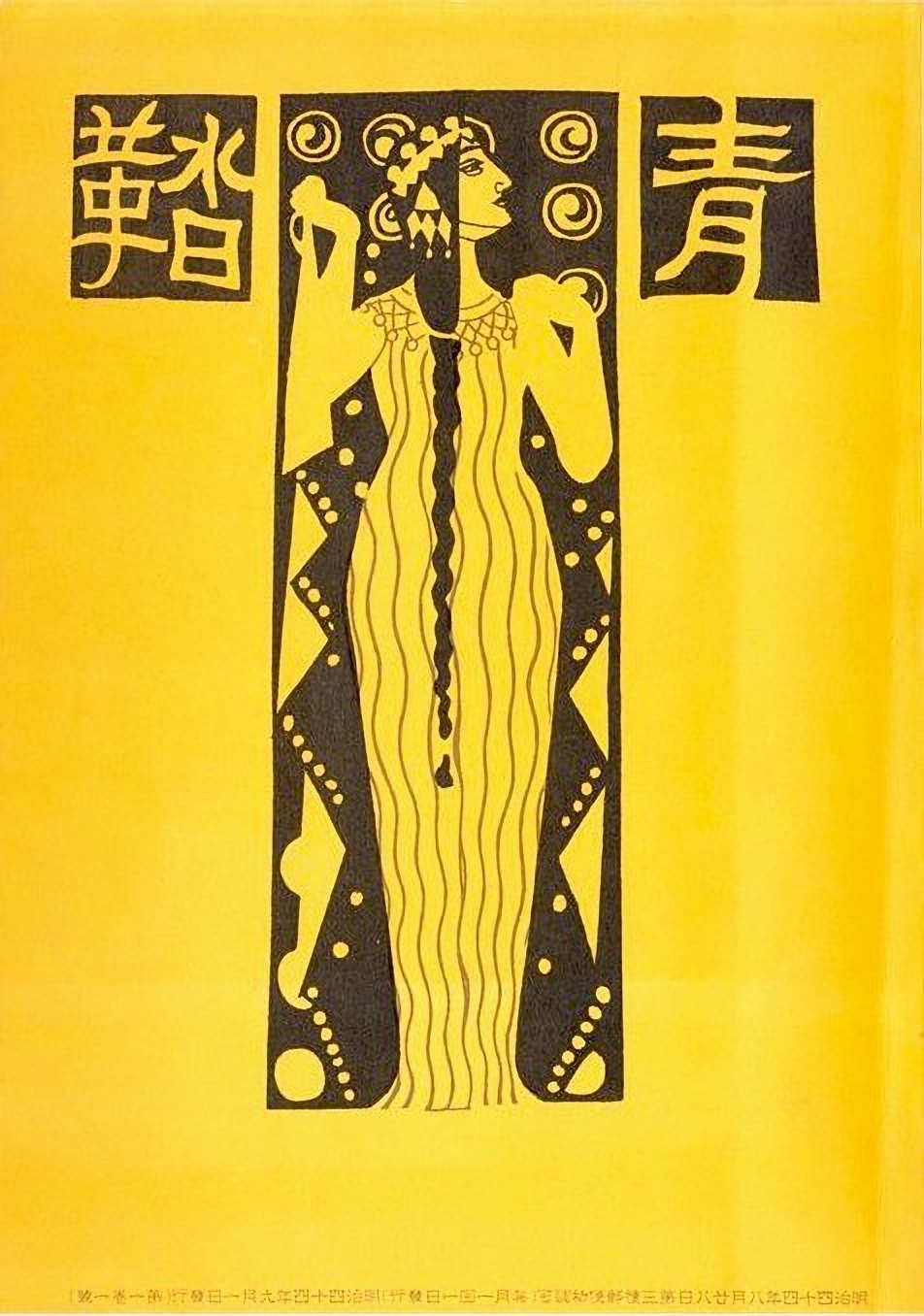
創刊号の表紙。長沼智恵子（後の高村智恵子）が描いた。

『青鞜』（せいとう）は、青鞜社が1911年（明治44年）9月から 1916年（大正5年）2月まで52冊発行した女性による婦人月刊誌。編集長は平塚らいてう、伊藤野枝。らいてうが内縁の夫を優先した末期に、伊藤が新たに編集長の座を得るが、大杉栄のもとに走って青鞜の編集を放棄した恋愛事件、青鞜メンバーの神近市子が野枝と大杉を巡って大杉栄刺傷事件を起こすなどで廃刊となる。「文学史的にはさほどの役割は果たさなかったが、婦人問題を世に印象づけた意義は大きい」という論もある。

## 経緯
明治末期の日本では良妻賢母こそが女性に求められており、選挙権はなかった。また、治安警察法は女性の政治活動を禁止していた。しかしながら、欧米ではフェミニズムが叫ばれそれが日本にも伝えられていた。
生田長江が平塚明（はる）に女性だけの文芸誌の発行を勧め、迷う平塚を日本女子大学校の同窓、保持研子が後押しした。知友を訪ねて誘い、2人と中野初子、木内錠子、物集和子の計5名が発起人となり、1911年（明治44年）9月、婦人月刊誌『青鞜』を創刊した。1千部が全国で発行された。
『青鞜』の名は"Bluestocking"（ブルーストッキング）の和訳で、生田長江がつけた。18世紀にロンドンで、フォーマルなシルクの黒い靴下ではなく、深い青い色の毛糸の長靴下を身につける事が、教養が高く知性を尊重する婦人達のグループ（ブルー・ストッキングス・ソサエティ）のシンボルとして採用された事から引用されたものである。
創業時の社員は、岩野清子（岩野泡鳴の内縁の妻）、茅野雅子、田村とし子、野上八重子、水野仙子ら18人、賛助員は、長谷川時雨、与謝野晶子、森しげ子（森鷗外の妻）、小金井喜美子、岡田八千代、国木田治子ら7人だった。社員は会費と平塚の母の資金援助が基本資金となった。
創刊号の表紙は、長沼智恵子が描き、巻頭を与謝野の詩が飾った。そして平塚が、高名な「元始女性は太陽であった」に始まる創刊の辞を載せここに初めて「らいてう」の筆名を使った。
1912年（明治45年）の新年号は、前年の『人形の家』上演に関連して、『附録ノラ』上に社員らの評論を特集した（雑誌上で文芸を、附録で婦人問題を扱った）。
社員には集散があり、尾竹紅吉（一枝。19歳）が1912年（明治45年）1月に、神近市子（24歳）が7月に、伊藤野枝（17歳）が10月に入社した。紅吉が五色の酒を飲んだことや叔父の日本画家・尾竹竹坡に連れられ吉原に登楼したこと、相愛の平塚に男友達ができたことなどを誌上で奔放に書き綴ったことで、市中の記者に批判の槍玉に上げられ退社に追い込まれると、ノラのような「目覚めた女性」を指していた「新しい女」のという見方から「ふしだらな女性」という見方が『青鞜』に向けられるようになった。
1912年（明治45年）4月の第2巻4号は、姦通を扱った荒木郁の小説『手紙』ゆえに発禁となり、青鞜社は物集邸から追い出された。1912年（明治45年）5月ごろから翌年にかけて、多くの新聞・雑誌が、からかいを込めた「新しい女」特集を載せ、順調だった『青鞜』に影が差した。女子英学塾の津田梅子は塾生が青鞜に関わることを禁じ、日本女子大学校の成瀬仁蔵も「新しい女」を批判した。青鞜側も、1913年（大正2年）の1月号と2月号の附録「新しい女、其他婦人問題に就て」で反撃し、岩野泡鳴、阿部次郎、馬場孤蝶、杉村楚人冠らは青鞜に対し賛意を表明したが、その2月号は附録中の福田英の所論が社会主義的であるとして発禁処置とされた。
その後生田が去り、1913年（大正2年）10月、青鞜社概則の冒頭を、「女流文学の発達を計り」から「女子の覚醒を促し」へと変更した。生田の加筆を平塚が初志の「女子の覚醒」に戻したのである。しかしながら、発行部数は減少していった。
1914年（大正3年）1月、平塚は両親の家を出て、奥村博との同棲を始めた。青鞜に載せた「独立するに就て両親に」を、木下杢太郎は称賛したが、徳田秋江らは罵（ののし）った。創刊時の5人の発起人のうち、最後まで残っていた保持が4月に去った。この年は生田花世が多くの文を書いたが、世帯を持った平塚が多忙だったことにより9月号を出せなかった。10月の三周年記念号には、警保局長の警告を転載している。11月号は、平塚に頼まれ伊藤が薄い青鞜を出した。
その後、これにより「全部委せるならやるが、忙しい時だけのピンチヒッターは断る」と野枝が表明し、平塚は同年11月号をもって青鞜の編集を引退した。伊藤は青鞜社を無規則、無方針に変更した。1915年1月号は、平塚の「青鞜と私」と、伊藤の「青鞜を引き継ぐに就て」を載せた。
野枝編集の青鞜は、生田、原田皐月、伊藤、山田わか、平塚、岩野清子、青山菊栄らが、貞操問題、堕胎問題、売娼制度など女性を巡る社会問題を論争したが、1916年（大正5年）4月に伊藤が大杉栄の許へ走り、無期休刊になった。その間の1915年（大正4年）6月号は、原田の堕胎論で発禁処分を受け、以後発禁期間が終了した後発行されていない。

## 付帯事項

### 青鞜社の場所
- 1911年9月から：東京市本郷区林町9（現・東京都文京区千駄木513）、元東京帝国大学教授物集高見邸内の、物集和子の部屋
- 1912年5月から：本郷区駒込蓬莱町（現・東京都文京区向丘）の万年山勝林寺（寺は後に豊島区に移転）
- 1913年5月から：東京府北豊島郡巣鴨1163の平塚はる・奥村博の家
- 1914年1月から：巣鴨町1227の、同上
- 1914年7月から：巣鴨町上駒込411（現・豊島区駒込）の同上
- 1915年1月から：東京市小石川区竹早町82（現・文京区小石川）の、辻潤・伊藤野枝の家
- 1915年3月から：東京市小石川区指ヶ谷町92（現・文京区白山二丁目の同上

### 発行所
- 1911年9月から：三秀舎
- 1912年9月から：東雲堂
- 1913年11月から：東京堂
- 1914年4月から：尚文社
- 1915年2月から：東京堂
- 1915年9月から：日月社

## 関連文献
- 『青鞜復刻版』、不二出版（1983）
- 瀬戸内晴美：『青鞜』、中公文庫（1987）ISBN 9784122014183
- 青鞜社編：『青鞜小説集』、東雲堂（1913）→ 復刊、不二出版 叢書青鞜の女たち7（1986）